# Canet (Gers)
Canet (en francès Cannet) és un municipi francès situat al departament del Gers i a la regió d'Occitània.

## Geografia

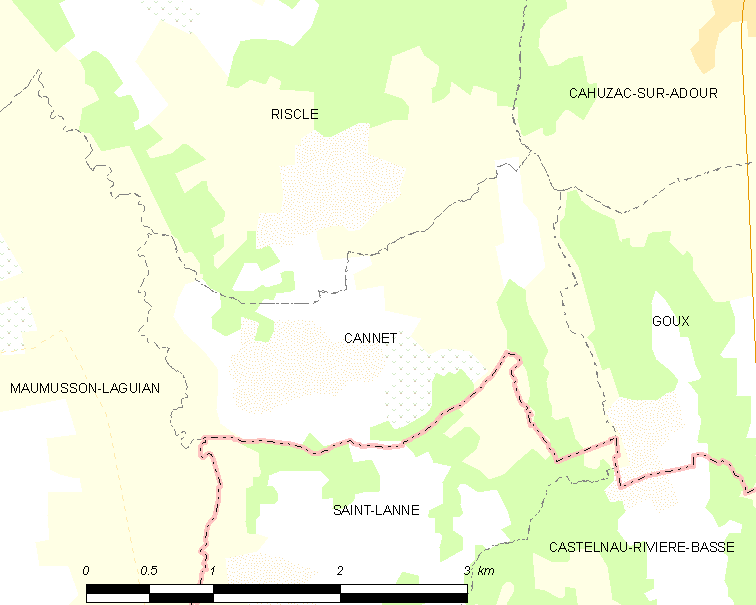
Mapa de la comuna de Canet

## Administració
| Període   | Identitat          | Partit        |
| --------- | ------------------ | ------------- |
| 2001-2008 | Pierrette Charrier | Divers droite |
| 2008-     | René Castets       |               |

## Demografia
| 1962                                       | 1968 | 1975 | 1982 | 1990 | 1999 | 2006 |
| ------------------------------------------ | ---- | ---- | ---- | ---- | ---- | ---- |
| 91                                         | 67   | 63   | 58   | 53   | 55   | 52   |
| Des de 1962: població sense dobles comptes |      |      |      |      |      |      |